# Camera Obscura (deutsche Band)
Camera Obscura war eine deutsche Krautrock-Ambient-Band, die 1983 von Hans Niederberger (Schlagzeug, Keyboard), Urs Fuchs (Bass) und Michael Peters (Gitarre) in Kürten bei Köln gegründet wurde.
Die unveröffentlichten ersten Aufnahmen des Trios wurden 1984 dem Kölner Synthesizer-Spezialisten Matthias Becker vorgestellt. Auf seinen Vorschlag hin wurden die vorliegenden Stücke in seinem Originalton-West-Studio neu eingespielt. Matthias Becker steuerte Keyboard-Klänge bei und wurde viertes Mitglied der Band.

## Diskografie
- 1984: Camera Obscura (1994 auf CD wiederveröffentlicht)